# Daniele Rizzo

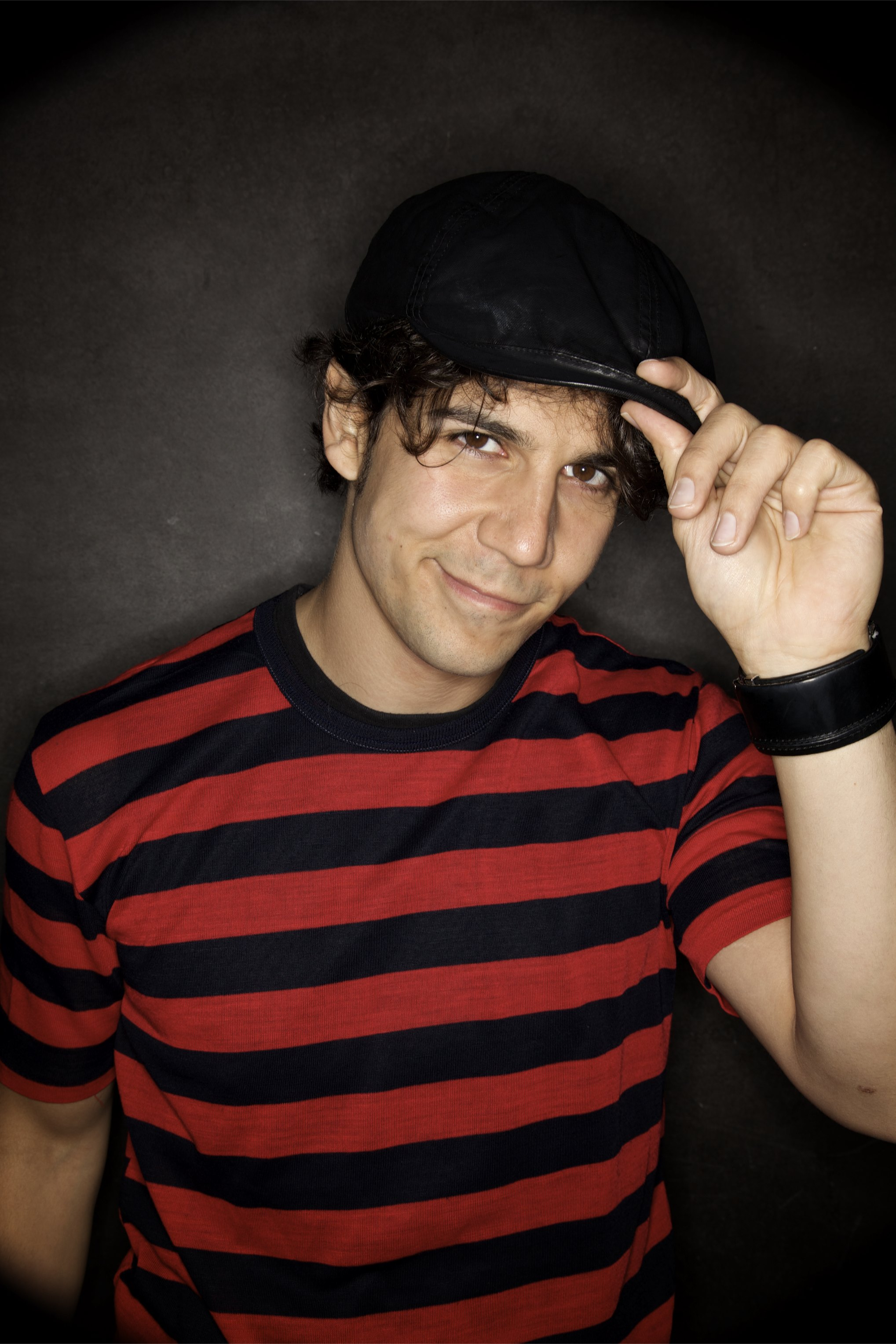
Daniele Rizzo

Daniele Rizzo (* 19. Januar 1984 in Hannover) ist ein italienisch-deutscher Comedian, Schauspieler und Moderator.

## Leben
Daniele Rizzo kam in Hannover zur Welt, verbrachte jedoch seine gesamte Kindheit und Jugend in Dortmund. Als Sohn eines italienischen Diplomaten und einer italienischen Geschäftsfrau wuchs er bilingual auf und machte 2003 sein Abitur am Käthe-Kollwitz-Gymnasium in Dortmund.
Nach verschiedenen Praktika in der Medien-Branche begann er das Studium der Rechtswissenschaften an der Universität zu Köln. Während seines Studiums war er Praktikant und kurze Zeit Freier Mitarbeiter bei Radio Köln 107,1 und begann seine ehrenamtliche Arbeit beim Kölner Hochschulradio Kölncampus als Moderator und Ausbilder. In dieser Zeit gründete Daniele Rizzo mit weiteren Kollegen die Radio-Comedysendung „Monster“, in der er als „Der Radio-Aktiv-Mann“ live auf der Straße ungewöhnliche Aktionen vollbrachte.
Rizzo machte mit seinen so genannten „Sketch-Interviews“ auf sich aufmerksam, in denen er kostümiert auf Hollywoodstars wie Will Smith, Adam Sandler und Kevin James traf.
Nachdem er für NRW.TV 2006 KAI3 moderiert hatte, nahm Anfang 2007 das RTL-Videoportal Clipfish Rizzo unter Vertrag. Als Gesicht des Portals erklärte er den Besuchern auf der Seite neue Funktionen und erstellte Videos mit User-Themen. Die Sketche, Straßenumfragen und späteren Interviews organisierte er in eigener Regie und war auch für den Videoschnitt verantwortlich. Im selben Jahr wurde er in der „Mission Clipfish mit Daniele“ als Außenreporter mit versteckter Kamera auf die Straße geschickt für die Sendung „Clipfish TV“ auf RTL. Clipfish war an der starken Vermarktung von Rizzos Videos interessiert, so dass viele seiner Videos über 250.000 Views erreichten.
Im ARD-Fernsehfilm „Marcel Reich-Ranicki – Mein Leben“ spielte er den jüdischen Mitschüler und Freund des jungen Marcel Reich (Matthias Schweighöfer).
Beim österreichischen Horrorfilm-Festival „Frightnight 2009“ gewann er im Oktober mit dem SAE-Institute-Hochschulfilm „Unter der Oberfläche“ den Preis für den „Besten Darsteller“ in einem Amateurfilm.
Er war als Ensemblemitglied der ProSieben-Sendung „Granaten wie wir“ mit Max Giermann zu sehen. Von 2012 bis März 2013 moderierte er zusammen mit Tahnee und der Musikerin Aequitas die Webshow MyVideo Rushhour, in der Clips sowie Einspieler gezeigt werden und Internetbekanntheiten als Gäste auftreten.
Seit 2014 moderierte Daniele Rizzo den „Blue Carpet“ beim deutschen Webvideopreis in Düsseldorf neben Joko und Klaas, Christian Ulmen und Barbara Schöneberger. 2018 war er beim Webvideopreis in der Kategorie „Journalism“ nominiert.
Einige seiner Internet-Beiträge wurden in das Programm der RTL-Sendergruppe eingebunden:
- Der Clip „Knut 2010“, bei dem Rizzo als betrunkener Eisbär in der Kölner Innenstadt sein Unwesen trieb, lief beim Sender n-tv während der Eisbär-Knut-Hysterie.

- „Hancock vs Captain Clipfish“ wurde in der VOX-Sendung Prominent! auf Platz 4 der besten Interviews aller Zeiten gewählt. Im Video taucht Rizzo als lächerlich gekleideter Superheld auf der Pressekonferenz von Hancock in Berlin auf. Will Smith, Jason Bateman und Charlize Theron machten den Spaß mit und gaben Tipps, um „ein besserer Superheld“ zu werden. Später am roten Teppich erkannten die Hollywood-Stars den „neuen“ Captain Clipfish wieder und lobten das neue Kostüm.

- Am 1. März 2013 war er in dem von MyVideo organisierten Livestream „Last Man Standing“ zu sehen, wo er jeweils das unterlegene Team bestrafte. Der Livestream hatte insgesamt mehr als 1 Million Zuschauer. Moderiert wurde diese Sendung von Nela Lee.[2][3]

- Ab Herbst 2013 co-kommentierte er sogenannte „Let’s Talk’s“ mit Gronkh (Erik Range) und Sarazar (Valentin Rahmel) zum Computerspiel Grand Theft Auto V.

- 2017 gewann er als Super-RTL-Moderator mit seiner Sendung Einfach Tierisch den Goldenen Spatz in der Kategorie „Information/Dokumentation“.[4]

- Rizzo moderierte die Super-RTL-Infotainment-Shows Vollgas zurück, Tierisch Unterwegs, Querränker sowie Woozle Goozle und die Weltentdecker.

Von 2015 bis 2017 war er neben Pia Stutzenstein Hauptdarsteller der Comedy-Serie Comedy Rocket. Auf Facebook konnte Comedy Rocket über 230 Millionen Videoabrufe verzeichnen. Alleine auf Youtube erreichte der Clip Sex in der Badewanne über 18 Millionen Zuschauer (Stand Januar 2020). Der Clip „So gehen Beziehungen kaputt“ wurde als Kommentar zur Digitalisierung und KI breit in Medien besprochen. Mac Life bezeichnete des Clip als „wirklich witzig und gar nicht so weit hergeholt“. Im Jahr 2017 war Comedy Rocket nominiert für den Goldene Kamera Digital Award in der Kategorie Comedy.

## Filmografie (Auswahl)
- 2005: Pumakäfig (Kurzfilm)
- 2006: Paradeiza (Kurzfilm)
- 2007: Alles wird gut (Kurzfilm)
- 2007: Und Tschüß…! (Kurzfilm)
- 2008: Die ersten sechs Sekunden (Kurzfilm)
- 2008: Clipfish TV – Mission Clipfish mit Daniele (Fernsehshow)
- 2009: Der Verdacht (Kurzfilm)
- 2009: Bloch: Bauchgefühl
- 2009: Unter der Oberfläche (Beyond the surface) (Kurzfilm)
- 2009: Mein Leben – Marcel Reich-Ranicki
- 2009: Als gäbe es ein Morgen (Kurzfilm)
- 2009: Ayuda (Kinofilm)
- 2009–2010: Granaten wie wir
- 2010: Henri 4
- 2010: Ihr mich auch
- 2011: Für kein Geld der Welt
- 2011: Countdown (Fernsehserie)
- 2011: Alarm für Cobra 11 – Die Autobahnpolizei (Fernsehserie)
- 2012: Cloud Atlas
- 2013: Eingesperrt (Kurzfilm)
- 2013: Nicht mein Tag
- 2015: Pitch Perfect 2
- 2015–2017: Comedy Rocket
- 2016: Der Urbino-Krimi: Die Tote im Palazzo (Fernsehkrimi)
- 2017: Heldt (Fernsehserie, Folge Killtube)
- 2017: Hard & Ugly
- 2017: neoManiacs (Fernsehserie)
- 2018: Antarktika (Webserie)
- 2019: Bella Germania
- 2019: Die Spezialisten – Im Namen der Opfer (Fernsehserie, Folge Alte Wunden)
- 2019: Die drei !!!
- 2019: Der letzte Bulle
- 2021: In aller Freundschaft – Die jungen Ärzte (Fernsehserie, Folge Kampfgeist)
- 2021: Hyperland
- 2023: Kreuzfahrt ins Glück – Hochzeitsreise nach Ligurien
- 2023: Nord bei Nordwest – Canasta
- 2024: Dr. Nice: Gebrochene Herzen
- 2025: Brick

## Theater
- 2007: Die Zauberflöte Rolle: Papageno, Schauspielhaus Köln, Regie: Anja Kolacek
- 2007–2008: Ensemblemitglied der Kölner Impro-Gruppe „Fenstersturz“